# 花園村 (和歌山県)
花園村（はなぞのむら）は、和歌山県伊都郡にあった村。
2005年10月1日にかつらぎ町に編入され自治体としては消滅した。編入合併後、花園村の地域はかつらぎ町大字花園○○として地名が残っている。

## 地理
和歌山県北東部、奈良県との県境に位置した。有田川が東西に流れており、有田川に沿って国道480号が通っていた。
- 河川：有田川

### 隣接していた自治体
- 和歌山県
  - 伊都郡 かつらぎ町、高野町
  - 有田郡 清水町
  - 海草郡 美里町
- 奈良県
  - 吉野郡 野迫川村

## 歴史
- 1889年（明治22年）4月1日 - 町村制の施行により、簗瀬村・北寺村・新子村・池ノ窪村・中南村・久木村の区域をもって発足。
- 1953年（昭和28年）7月17日・18日 - 紀州大水害で中心集落が壊滅するなど大きな被害を受ける。北寺の地すべりでは民家18戸とともに村役場も埋没した[1]。金剛寺では天然ダムが形成されて2か月後の9月25日、台風13号接近時に破堤。多数の家屋が流失した[2]。
- 2005年（平成17年）10月1日 - かつらぎ町に編入。同日花園村廃止。

## 行政
花園村として最後の村長は北浦亮三。

## 姉妹都市・提携都市
- 大阪府守口市
  - 1981年（昭和56年）5月に友好都市提携が締結。かつらぎ町に編入された後も再締結。

## 教育
- 幼稚園
  - 花園幼稚園
- 小学校
  - 花園村立梁瀬小学校（現・かつらぎ町立梁瀬小学校）
  - 花園村立花園小学校（1964年4月梁瀬小学校に統合）
  - 花園村有畝小学校（1991年3月廃校）
- 中学校
  - 花園村立花園中学校（現・かつらぎ町立花園中学校廃校）
    - 花園村立花園中学校有畝分校（1981年4月1日に花園村立花園中学校に統合）

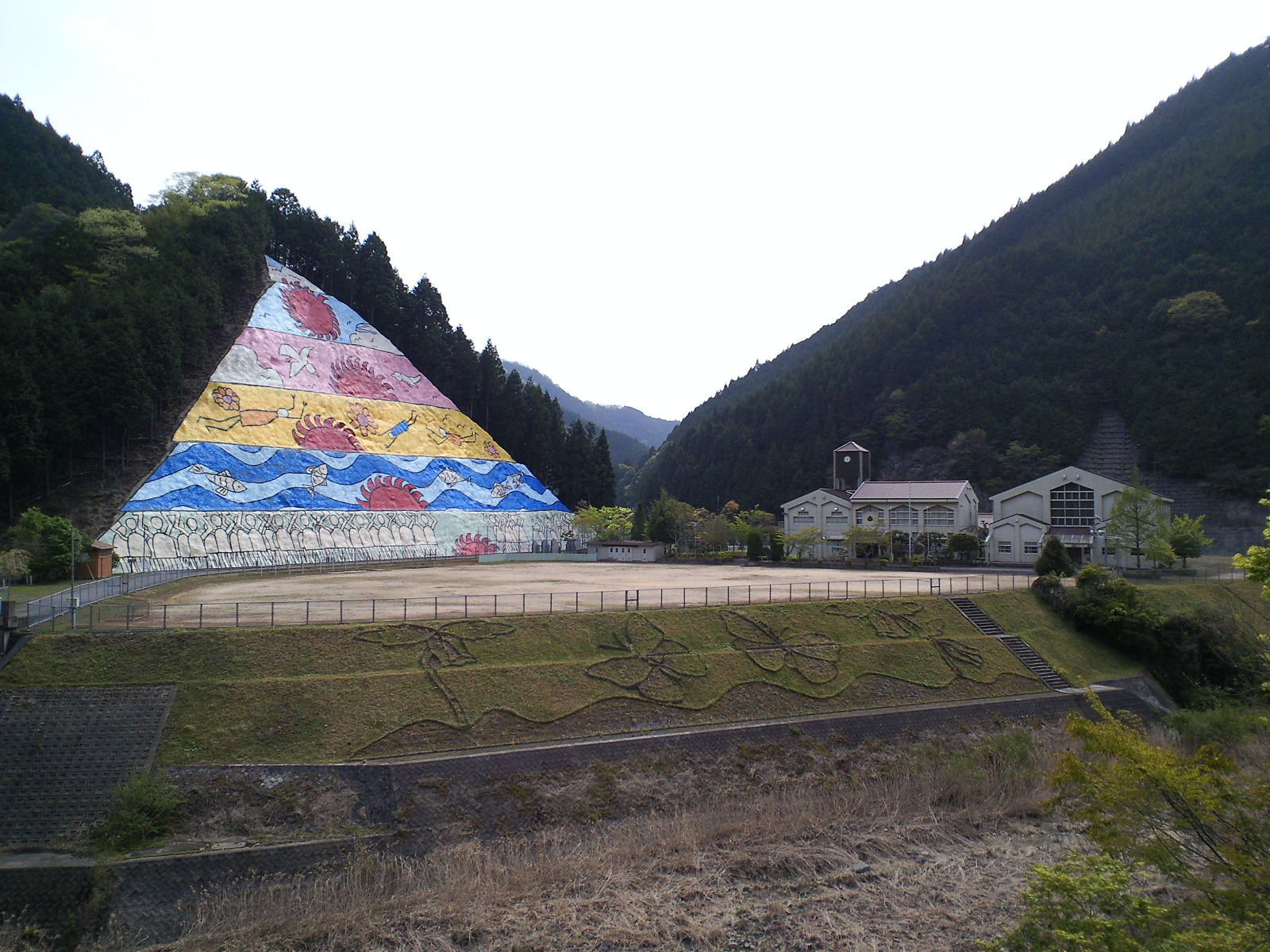
廃校した花園中学校

## 交通

### 道路
かつらぎ町と直接連絡する道路はないが、国道480号や県道115号（国道370号経由）が伊都郡高野町経由で連絡している。
- 一般国道
  - 国道371号（高野龍神スカイライン）
  - 国道480号
- 県道
  - 和歌山県道115号花園美里線

## 名所・旧跡・観光スポット・祭事・催事
- 小原洞窟 恐竜ランド・恐竜館

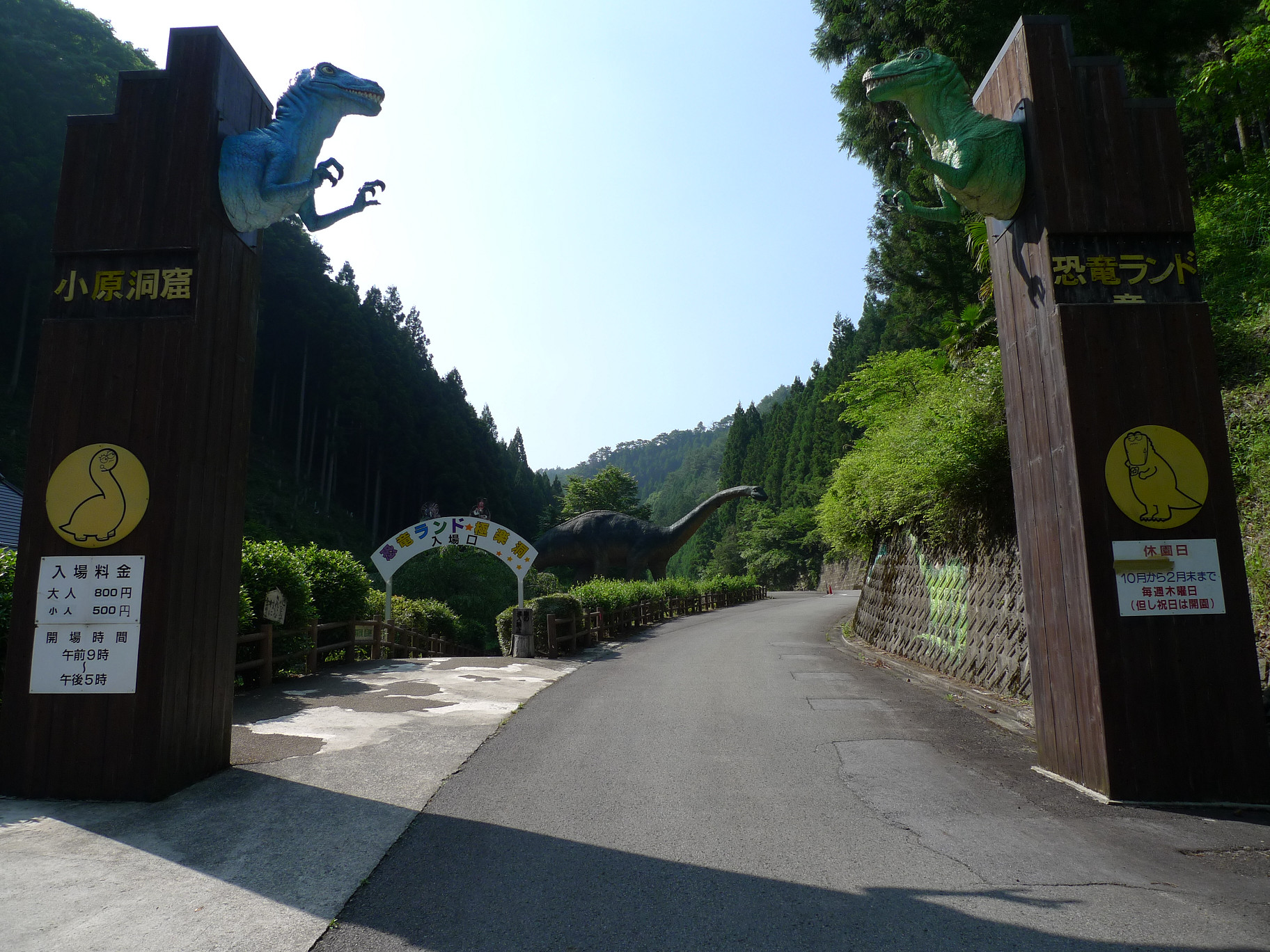
入口
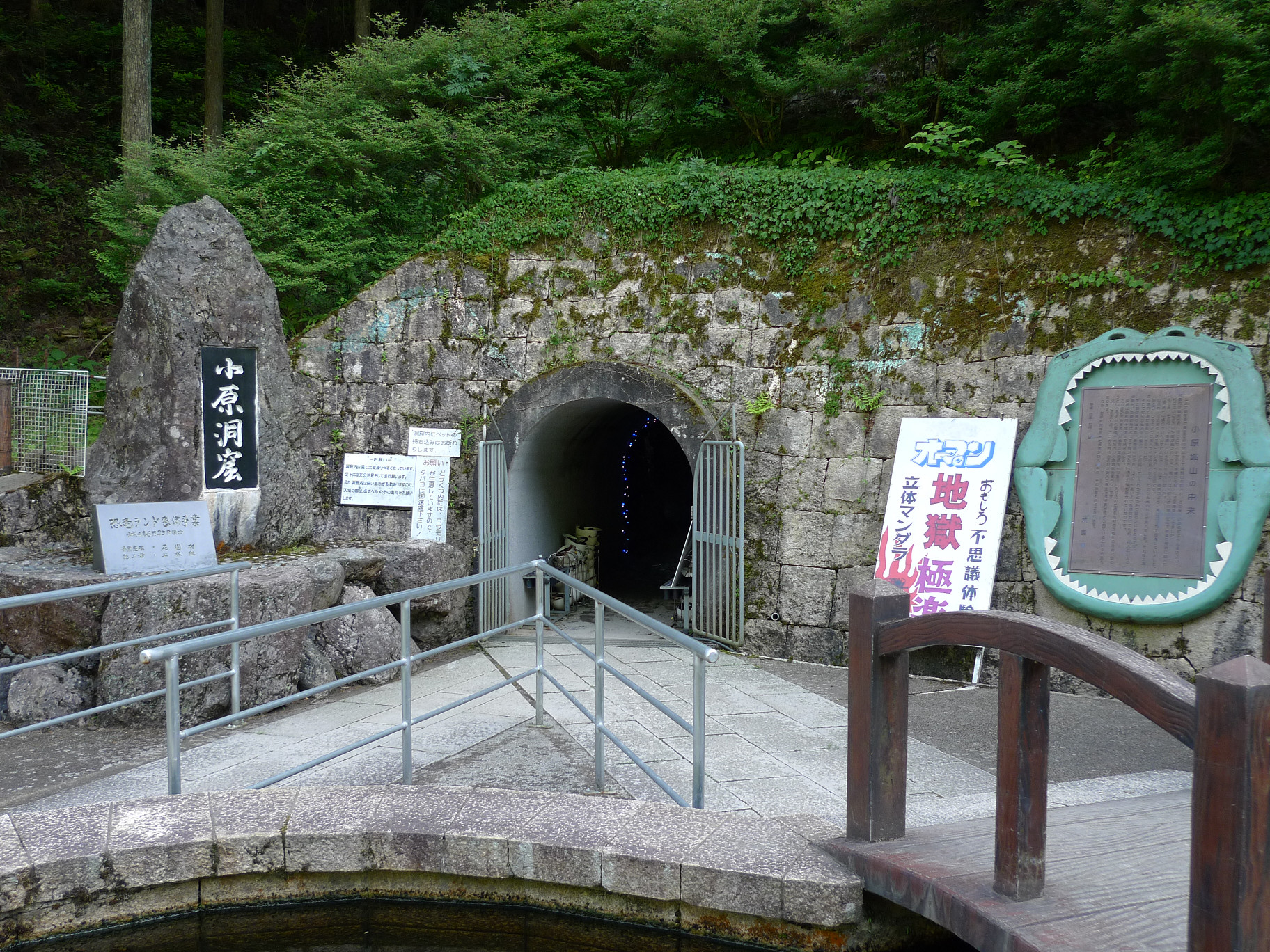
洞窟入口

- 池ノ窪阿弥陀堂

### 祭事
- 花園の御田舞（重要無形民俗文化財）